# Ворота Субачяус
Ворота Субачяус (Ворота Субоч, Субочские ворота) — бывшие ворота виленской оборонительной стены, являвшиеся важным элементом фортификационных сооружений Вильно в XVI—XVIII веках. Сооружены одновременно со строительством городской стены по распоряжению великого князя литовского Александра в 1503—1522 годах и разобраны в 1801—1802 годах.

## История
Потребность Вильно в оборонительных сооружениях обострилась в начале XVI века, когда участились набеги татар и ухудшились отношения с московским князем Иваном III. По привилею великого князя литовского Александра Ягеллона от 6 сентября 1503 года было начато сооружение городской оборонительной стены и первоначально пяти ворот. Строительство было завершено в 1522 году. Предположительно в это время были построены и ворота Субоч (Субачяус), впервые в письменных источниках упомянутые в 1528 году.
Ворота располагались на юго-восточной окраине Старого города у перекрёстка нынешних улиц Субачяус и Швянтосёс Двасёс, от которого шла улица Бокшто, на стратегически важной дороге в направлении Витебска, Полоцка, Смоленска, Москвы. Отношения Великого княжества Литовского с Великим княжеством Московским во время строительства городской стены и позднее были напряжёнными. В случае вооружённого конфликта с Москвой наиболее вероятным было нападение с этой стороны, поэтому укреплению этой части оборонительной системы придавалось большое значение. К северу от ворот было дополнительное укрепление — Субочская артиллерийская башня. В середине XVII века башня была реконструирована и рядом с ней сооружён барбакан с расположенными в два этажа артиллерийскими орудиями и арсеналом. Орудий, как предполагается, могло быть около 24.
Городская стена и ворота были основательно отремонтированы и укреплены в 1789 году. Во время восстания 1794 года стена и ворота в последний раз использовались при обороне города. После подавления восстания царская военная администрация сначала приказала магистрату реставрировать све укрепления. В 1799 году по предложению генерал-губернатора Б. П. Ласси император Павел I распорядился разобрать стену и ворота. Работы было приказано начинать с ворот Субоч, но по неизвестным причинам разбирать их начали только в 1801 году. К сентябрю следующего года ворота были окончательно разобраны. Часть из 48000 целых кирпичей башни была продана, часть использована для новых построек.

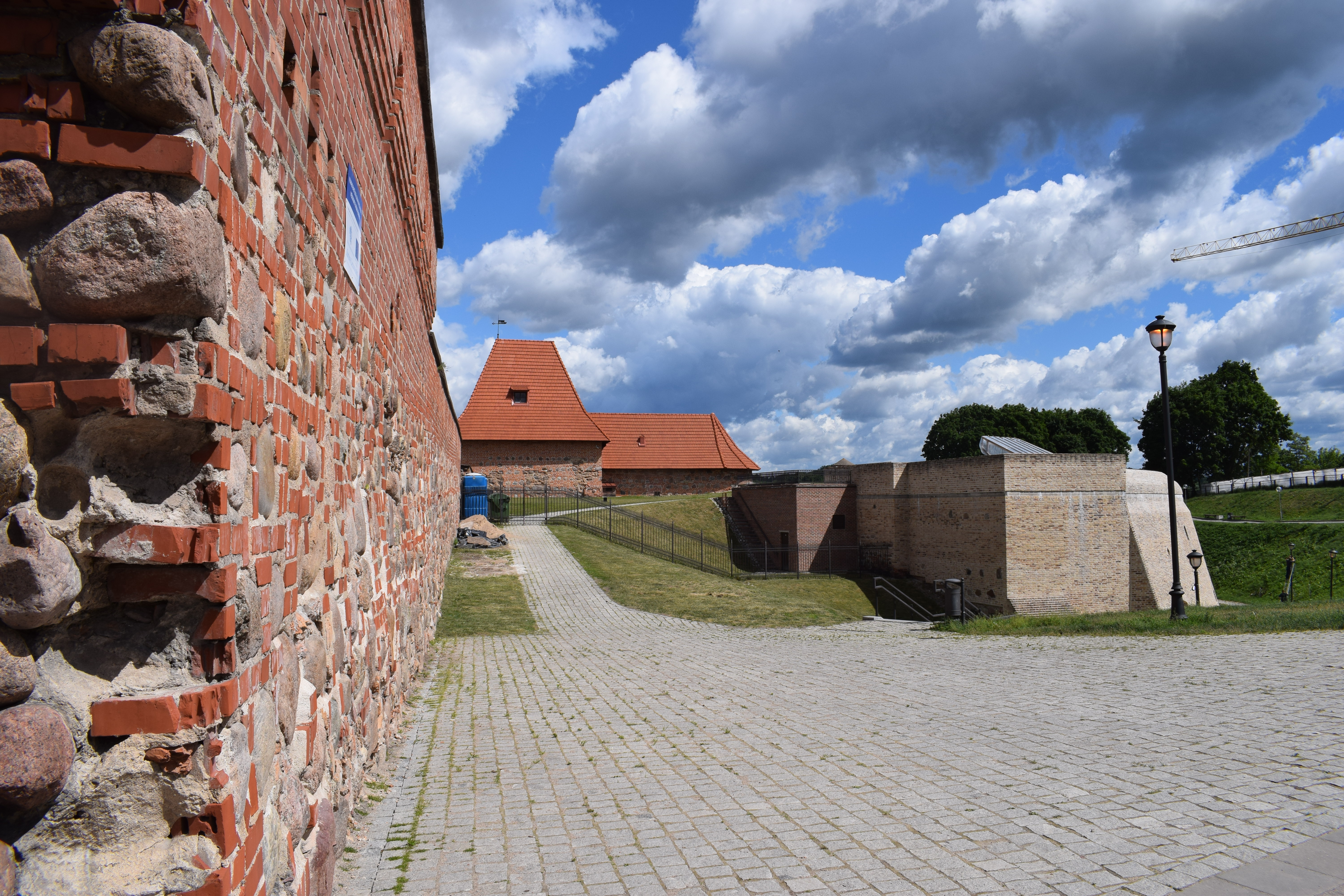
Сохранившийся фрагмент городской стены и Субочская башня

Сохранились лишь небольшие фрагменты фундаментов северо-восточного угла ворот и других частей. Кроме того, уцелела небольшая часть южной стены ворот с одной бойницей и с гнездом для бруса, которым ворота запирались на ночь.. По обеим сторонам бывших ворот сохранились и отреставрированы остатки городской стены — 150 м вдоль улицы Бокшто и 30 м по улице А. Страздялё.

## Характеристика
Ворота были построены на краю глубокого оврага, заменяющего оборонительный ров. Они вмещали довольно большой гарнизон, выступали за линию городской стены и были приспособлены как для флангового, так и для фронтального обстрела нападающих.
В архитектурном отношении ворота были одним из наиболее интересных сооружений своей эпохи, внешним видом отличавшиеся от других городских ворот Вильно.
Судя по рисункам Франциска Смуглевича (1785) и данным археологических исследований, здание ворот было массивным, прямоугольным в плане, по форме приближаясь к кубу, с двухскатной крышей и двумя массивными угловыми башнями овальной формы.
Здание было в четыре этажа. На вторых этажах башен были устроены по три овальных бойниц для пушек. В отличие от других ворот, вооружение которых после реконструкций составляли только пушки, на третьем и четвёртом этажах ворот Субоч сохранялись два ряда тесно расположенных вертикальных бойниц для стрельбы из аркебуз.
Высказывалось мнение, что нависающие над воротами бойницы выступающего третьего этажа представляет собой машикули и использовались для того, чтобы бросать в нападающих тяжёлые предметы, лить кипяток, кипящую смолу и тому подобное. Однако новейшие исследования показали, что эти бойницы выступали на 15 см и для таких целей вряд ли годились. Скорее это был своего рода декоративный карниз.
Нижняя часть здания была скупо украшена карнизом, двумя прямоугольными нишами и лизенами по обе стороны проезда с цилиндрическим сводом.

## Название
Происхождение названия улицы и ворот остаётся неясным. По одной из версий, старинное название улицы Sobacza восходит к слову «собака», поскольку в воротах жил городской палач, а в обязанности его подручных гицелей входил отлов бродячих собак. Однако палач поселился в воротах позднее, его жилище здесь упомянуто впервые только в 1669 году. По другой версии название улицы Субоч выводится от выражения z ubocza («с края, на обочине»), поскольку она лежала в стороне от главных улиц. Более вероятно предположение, что улица и ворота названы по имени владельца расположенного в этом месте участка земли.